# Gloster Gorcock
El Gloster Gorcock fue un avión de caza biplano monoplaza y monomotor producido según un contrato del Ministerio del Aire del Reino Unido completado en 1927. Sólo se construyeron tres ejemplares.

## Diseño y desarrollo

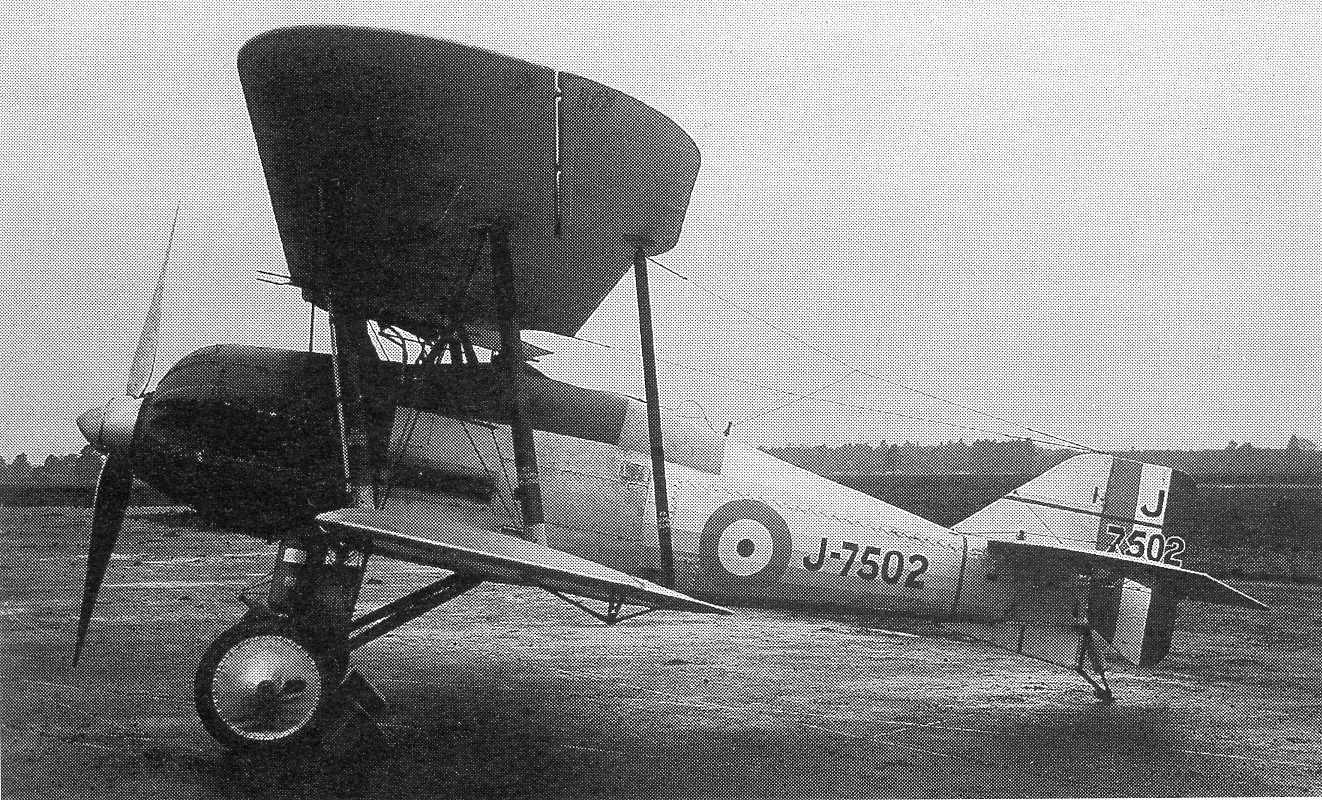
Segundo Gorcock con motor Napier Lion VIII.

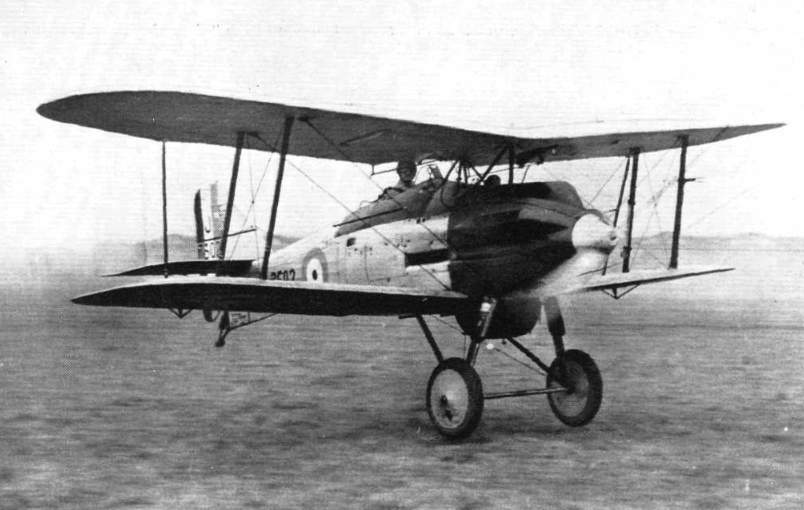

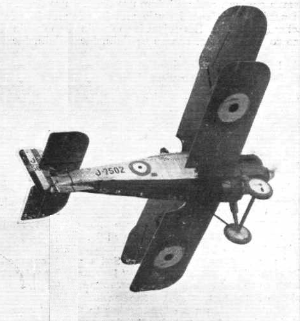

En mayo de 1924, Glosters recibió un contrato del Ministerio del Aire para tres cazas monoplaza biplanos experimentales. Su objetivo era desarrollar aviones con estructura de metal, siendo los dos primeros con fuselajes de acero y alas de madera (todas recubiertas de tela) y el tercero con una estructura totalmente de acero. Debían estar propulsados por un motor Napier Lion que se había utilizado en el Gloster III de carreras y era un motor refrigerado por agua con tres bancos de cuatro cilindros en una disposición de flecha ancha vertical. Otra intención era comparar el rendimiento de las aeronaves con hélices de transmisión directa y de caja reductora.
El Gorcock era un biplano de un solo vano con un fuerte decalaje y alas de envergaduras desiguales, que tenía un gran parecido con el Gamecock. El motor en línea permitió un morro más suave, más largo y más puntiagudo y aumentó la longitud en aproximadamente 1,95 m; la envergadura era ligeramente menor que la del Gamecock. El primer Gorcock tenía un motor Lion IV con caja reductora y que producía 335 kW (450 hp), y el segundo, un Lion VIII sin caja reductora de 390 kW (525 hp). El radiador estaba montado en la parte inferior del fuselaje, entre las patas del tren de aterrizaje. Ambos motores movían una hélice bipala de madera de paso fijo de 2,74 m de diámetro. Inicialmente, ambas máquinas tenían timones estilo Grebe, cuadrados y sin compensación; estos fueron reemplazados más tarde por los timones del Gamecock, extendidos verticalmente para incluir un compensador de superficie.
El último Gorcock, totalmente metálico, llevaba el Lion IV con caja reductora; siendo el primer avión totalmente metálico de Gloster. Tenía una velocidad máxima de 280 km/h a 1525 m (5000 pies), unos 48 km/h más rápido que los cazas contemporáneos. Los tres aviones fueron entregados en junio de 1927.
Tanto Gloster como el RAE Farnborough utilizaron los Gorcock para realizar investigaciones durante varios años. La segunda máquina, por ejemplo, se utilizó en experimentos con hélices, volando en 1929 con una variedad de hélices de duraluminio. Los Gorcock también fueron equipados con una variedad de radiadores ventrales de diferentes secciones transversales y configuraciones de admisión. A pesar de su función de investigación, los Gorcock volaban armados con dos ametralladoras Vickers en el morro.

## Origen del nombre
Según el Oxford English Dictionary, gorcock es un nombre escocés e inglés del norte para el macho del urogallo rojo. Algunas fuentes (pero no el OED) sugieren una conexión entre gore y red (sangre y rojo), pero originalmente gore significaba estiércol, inmundicia o limo.

## Especificaciones (primer prototipo)
Referencia datos: JamesJames, 1971, pp. 132–3

### Características generales
- Tripulación: Uno (piloto)
- Longitud: 7,9 m (26 ft)
- Envergadura: 8,7 m (28,5 ft)
- Altura: 3,1 m (10,2 ft)
- Superficie alar: 23,2 m² (249,9 ft²)
- Peso vacío: 1098 kg (2420 lb)
- Peso cargado: 1442 kg (3178,2 lb)
- Planta motriz: 1× motor lineal de 12 cilindros en W (flecha ancha) refrigerado por agua Napier Lion IV.
  - Potencia: 335 kW (462 HP; 456 CV)
- Hélices: Bipala de madera de paso fijo

### Rendimiento
- Velocidad máxima operativa (Vno): 263 km/h (163 MPH; 142 kt) a 1500 m (5000 pies)
- Alcance: 1,8 h
- Techo de vuelo: 7315 m (23 999 ft)
- Régimen de ascenso: 6,9 m/s (1364 ft/min) para 4600 m (15 000 pies)

### Armamento
- Ametralladoras: 

  - 2x Vickers de 7,7 mm en canales laterales al morro

## Aeronaves relacionadas

### Secuencias de designación
- Secuencia G._ (interna de Gloster): ← G.11 - G.12 - G.14 - G.16 - G.17 - G.18 - SS.18 →